# Чайдестер (Арканзас)
Чайдестер (англ. Chidester) — місто (англ. city) в США, в окрузі Вошіта штату Арканзас. Населення — 253 особи (2020).

## Географія
Чайдестер розташований за координатами 33°42′5″ пн. ш. 93°1′26″ зх. д. / 33.70139° пн. ш. 93.02389° зх. д. (33.701485, -93.023945).  За даними Бюро перепису населення США в 2010 році місто мало площу 13,75 км², уся площа — суходіл.

## Демографія
Згідно з переписом 2010 року, у місті мешкало 287 осіб у 141 домогосподарстві у складі 77 родин. Густота населення становила 21 особа/км².  Було 187 помешкань (14/км²). 
Расовий склад населення:
| - 57,5 % — чорних або афроамериканців - 41,8 % — білих - 0,3 % — корінних американців |

До двох чи більше рас належало 0,3 %. Іспаномовні складали 0,0 % від усіх жителів.
За віковим діапазоном населення розподілялося таким чином: 15,7 % — особи молодші 18 років, 62,3 % — особи у віці 18—64 років, 22,0 % — особи у віці 65 років та старші. Медіана віку мешканця становила 51,6 року. На 100 осіб жіночої статі у місті припадало 103,5 чоловіків;  на 100 жінок у віці від 18 років та старших — 108,6 чоловіків також старших 18 років.
Середній дохід на одне домашнє господарство  становив 31 295 доларів США (медіана — 21 875), а середній дохід на одну сім'ю — 41 643 долари (медіана — 34 821). За межею бідності перебувало 24,4 % осіб, у тому числі 24,0 % дітей у віці до 18 років та 21,3 % осіб у віці 65 років та старших.
Цивільне працевлаштоване населення становило 93 особи. Основні галузі зайнятості: публічна адміністрація — 23,7 %, виробництво — 12,9 %, науковці, спеціалісти, менеджери — 11,8 %, будівництво — 10,8 %.